# Khorramabad
Khorramabad, ook wel gespeld als Khorram Abad, is de hoofdplaats van de Iraanse provincie Lorestān.

De stad telt ongeveer 350.000 inwoners en ligt op een hoogte van ruim 1400 meter.
Bijzonder is de Deze-e Siah (vertaald: zwarte burcht) die deze stad domineert.
In 1368 werd Khorramabad door de Mongoolse heerser Timoer Lenk met de grond gelijkgemaakt omdat de inwoners van deze streek, de Lors, zich schuldig hadden gemaakt aan veelvuldige overvallen op islamitische karavanen op weg naar de Arabische stad Mekka.
Deze stad diende in het verleden als residentie van de atabegs die ten tijde van de latere middeleeuwen en enige tijd daarna hier verbleven. In het jaar 1600 kwam een einde aan hun regeerperiode toen de toenmalige sjah van Perzië de laatste heerser uit het geslacht van de Atabegs liet ombrengen.
Getuigend van de geschiedenis van de regio, zijn in de vallei waarin de stad is gelegen meerdere grotten gevonden waar archeologische opgravingen deze geschiedenis hebben kunnen documenteren. Menselijke bewoning gaat 63.000 jaar terug, met bewijs uit het Midden- tot Laatpaleolithicum. Deze sites onthullen Moustérien- en Baradostianculturen en bieden inzicht in de vroege menselijke evolutie en migratie van Afrika naar Eurazië. Artefacten zoals decoratieve voorwerpen en geavanceerde stenen werktuigen benadrukken de cognitieve en technologische ontwikkeling van de vroege mens in het Zagrosgebergte. De prehistorische sites van de Khorramabadvallei werden in 2025 erkend als UNESCO werelderfgoed.

## Geboren
- Alireza Beiranvand (1992), voetballer (doelman)
- Daniel Arzani (1999), Australisch-Iraans voetballer